# Huelgas Ensemble
El Huelgas Ensemble es un grupo vocal e instrumental belga de música antigua dedicado preferentemente a la interpretación de música medieval (desde el siglo XIII), renacentista y barroca temprana. Son conocidos principalmente por sus interpretaciones de polifonía del repertorio francoflamenco.
Fue fundado en 1971 por su director, Paul Van Nevel, tras sus actividades en la Schola Cantorum Basiliensis. El nombre del grupo deriva del famoso Codex Las Huelgas, una de las fuentes musicales más importantes del siglo XIII.

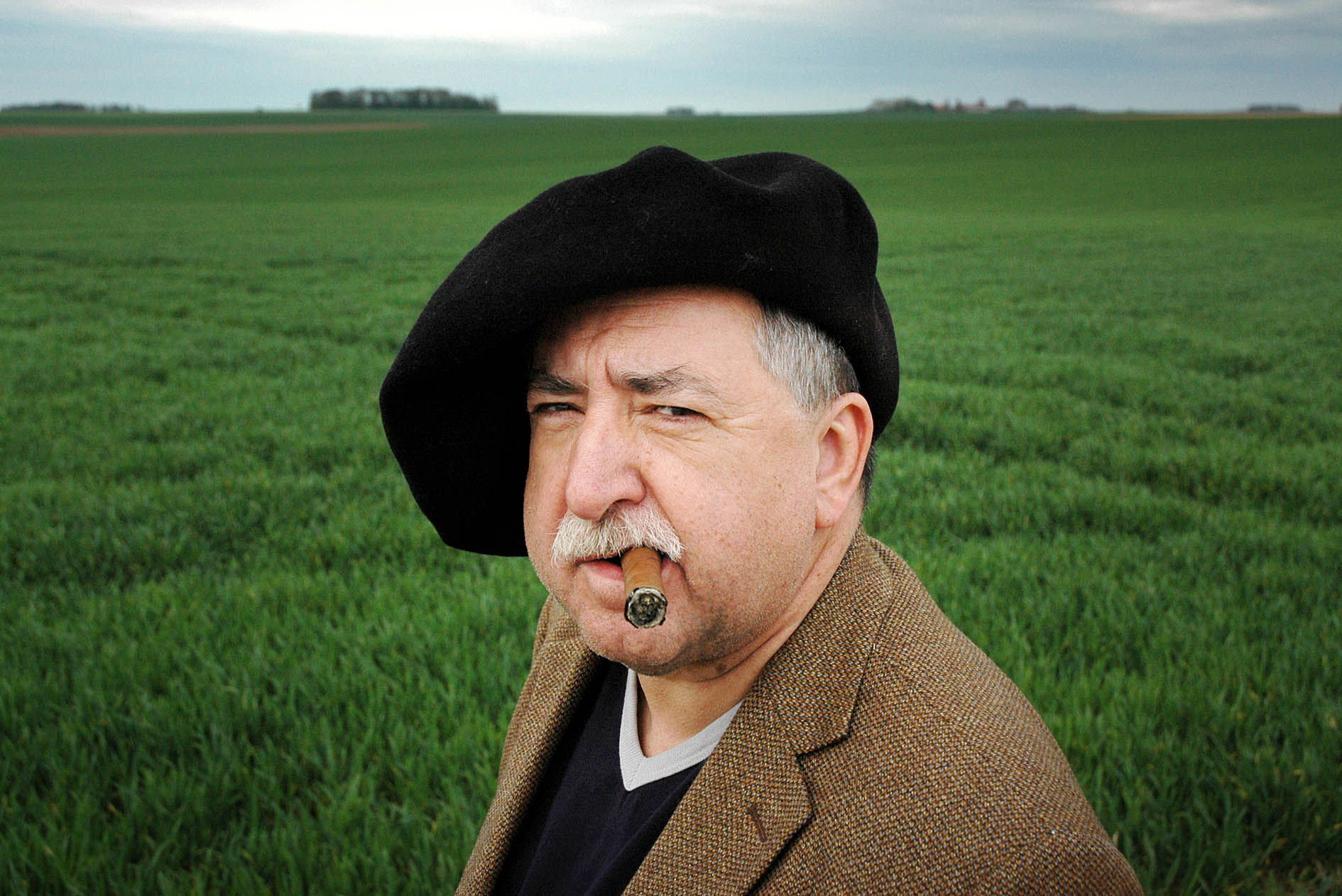
Paul Van Nevel (foto del 2003).

## Componentes
A lo largo de los años, el grupo ha contado con la presencia de numerosos intérpretes, entre los que podemos destacar: 
- Voces: Katelijne Van Laethem[3] (superius), Els Van Laethem[4] (superius), Carol Schlaikjer (superius), Marie Claude Vallin (superius), Nancy Long (superius), Ingrid Smit Duyzentkunst (superius), Axelle Bernage (superius), Sabine Lutzenberger (superius), Poline Renou (superius), Els Van Laethem (superius), Michaela Riener (superius), Bernd Oliver Fröhlich (tenor), Achim Schulz (tenor), Terry Wey (contratenor), John Dudley (tenor), Otto Rastbichler (tenor), Angus Smith (tenor), Marius Van Altena[5] (tenor), Stephan Van Dyck (tenor), Ibo Van Ingen (tenor), Éric Mentzel (tenor), Eitan Sorek (tenor), Harry van Berne (tenor), Matthew Vine (tenor), Josep Benet (tenor), Willem Ceuleers (bajo), Kees Jan de Koning (bajo), Lieven de Roo (bajo), Peter Dijkstra (bajo), Stephan MacLeod (bajo), Harry van der Kamp[6] (bajo), Philippe Cantor (barítono), Jo Gulinck (bajo), Claudio Cavina (contratenor), Pascal Bertin (contratenor), Rannveig Sigurdardottir (contratenor), Lieven Termont (barítono), Marc Busnel (bajo), Tim Whiteley (bajo), Joel Frederiksen (bajo), Guillaume Olry (bajo), Marnix De Cat[7] (contratenor).
- Instrumentistas: Wim Becu (sacabuche), Cas Gevers (sacabuche), Harry Ries (sacabuche), Symen van Mechelen (sacabuche), Willem Bremer (bombarda, corneta), Nils Ferber (chirimía antigua, cromorno, bombarda), Christine Frantzen (laúd, vihuela), Marcel Onsia (órgano, sacabuche), Alain Sobczak (shawm, bombarda, cromorno), René Van Laken (rabel, viola de arco, bombarda), Marion Verbruggen (cornetto), Howard Weiner (sacabuche) y el propio director Paul Van Nevel (flautas, bombarda, exequier, órgano)

## Premios
Entre los numerosos galardones recibidos, podemos destacar los siguientes:
- 1994 – "Prix in Honorem" de la Academia Charles Cros.
- 1996 – "Diapason d'Or de l’année"
- 1997 – El premio alemán "Echo Deutscher Schallplattenpreis"
- 1998 – "Cannes Classical Award"[8]

## Discografía

### Álbumes originales
- 1978 – Musique à la Cour de Chypre (1192-1489). (LP). Alpha DB 264.
- 1978 – Netherlands Renaissance. De Monte, Lassus, Nörmiger,[9] White. (LP). Sony "Seon" 60705.
- 1978 – Motets Wallons. Motets, Conductus et Pièces Instrumentales. (LP). Musique en Wallonie MW 29.
- 1979 – Ars Moriendi. (LP). Alpha 270.
- ???? – Le chansonnier de Paris. (LP). Alpha 260.
- 1982 – La Favola di Orfeo.[10] de Sony Classical "Seon" SB2K 60095 (2 CD).
- 1985 – Musica aldersoetste Konst. Polyphonic songs from the Low Countries. Klara MMP 013.
- 1990 – O cieco mondo. The Italian Lauda, ca. 1400 – 1700. Deutsche Harmonia Mundi RD77865.
- 1990 – Cypriot Advent Antiphons. Anonymus ca. 1390. Deutsche Harmonia Mundi RD77977.
- 1990 – Antoine Brumel: Missa Et ecce terrae motus.[11] Sequentia Dies irae. Sony Classical Vivarte SK 45860.
- 1990 – Cypriano de Rore: Passio Domini nostri Jesu Christi secundum Johannem. Deutsche Harmonia Mundi 7994.
- 1991 – Mateo Flecha el Viejo: Las Ensaladas. El Fuego, La Negrina, La Justa. Sony Classical Vivarte SK 46699.
- 1991 – La Dissection d'un Homme armé. Six Masses after a Burgundian Song. Sony Classical Vivarte SK 45860.
- 1991 – Italia mia. Musical Imagination in the Renaissance. Sony Classical Vivarte SK 48065.
- 1991 – In morte di Madonna Laura. Madrigal cycle after texts of Petrarch. Sony Classical Vivarte SK 48942.
- 1992 – Nicolas Gombert: Music from the Court of Charles V. Motets. Chansons. Mass for 6 Voices. Sony Classical Vivarte SK 48249.
- 1992 – Michael Praetorius: Magnificat. Aus tiefer Not; Der Tag vertreibt Sony Classical Vivarte SK 18039.
- 1992 – Febus Avant!. Music at the Court of Gaston Febus. Sony Classical Vivarte SK 48195.
- 1993 – Orlando di Lassus: Lagrime di San Pietro.[12] Sony Classical Vivarte SK 53373.
- 1993 – João Lourenço Rebelo:[13] Vesper Psalms and Lamentations. Sony Classical Vivarte SK 53 115.

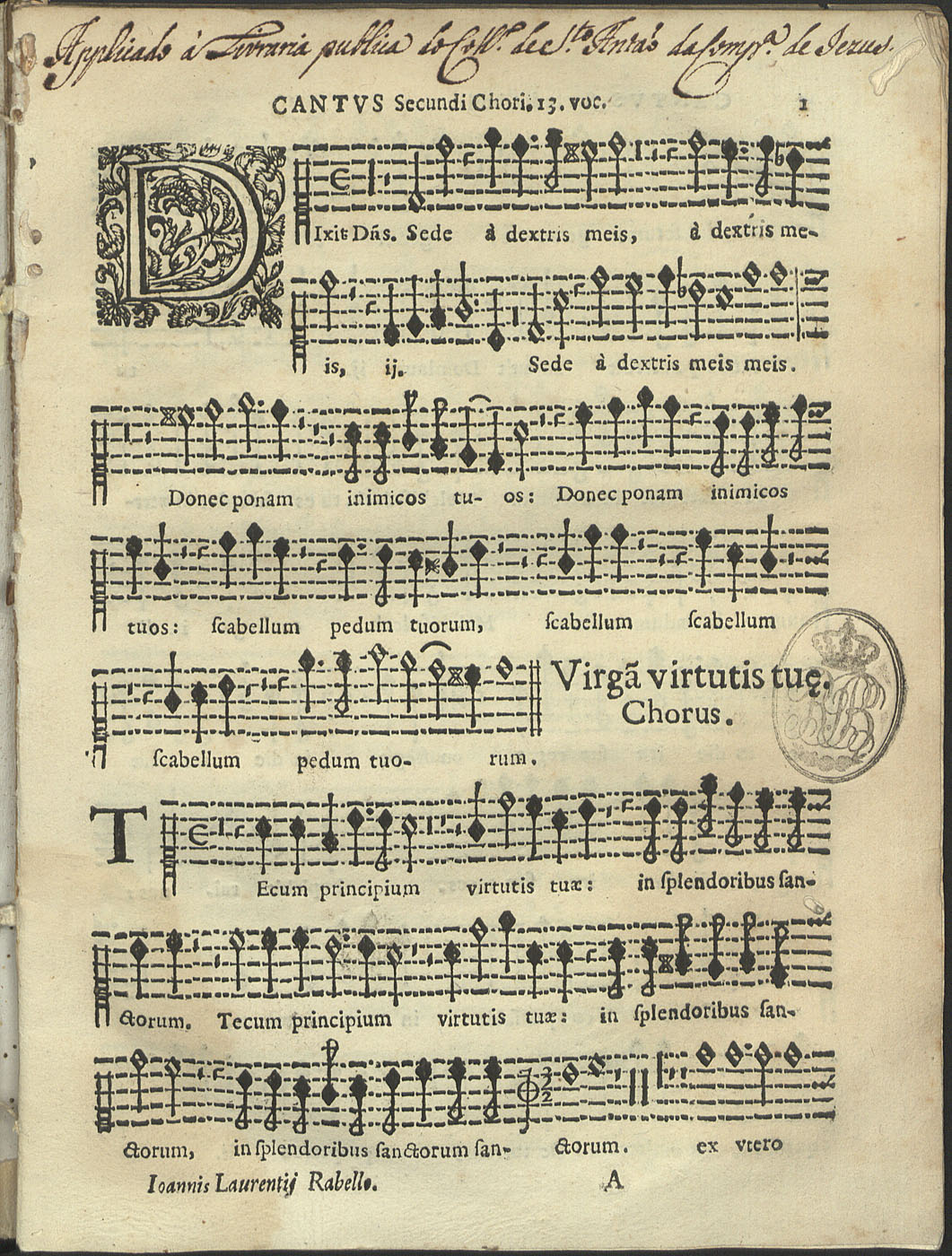
Primera página del primer volumen de la edición de 1657 de los Salmos. Biblioteca Nacional de Portugal.

- 1993 – Codex Las Huelgas. Music from 13th Century. Sony Classical Vivarte SK 53341.
- 1994 – Music at the Court of king Janus of Nicosia. Ars subtilior del siglo XIV. Sony Classical Vivarte SK 53976.
- 1994 – Jacobus Gallus: Opus musicum. Missa super "Sancta Maria". Sony Classical Vivarte SK 64305.
- 1994 – Costanzo Festa: Magnificat; Mass Parts; Motets; Madrigals. Sony Classical Vivarte SK 53116.
- 1994 – Cançoes, Vilancicos e Motétés Portugueses: Séculos XVI-XVII. Sony Classical Vivarte SK 64 305.
- 1995 – Utopia Triumphans. Sony Classical Vivarte SK 66261.
- 1996 – Perusio: Virelais, Ballades, Caccia. Sony Classical Vivarte SK 62928.
- 1996 – Matthaeus Pipelare: Missa L'homme armé. Chansons. Motets. Sony Classical Vivarte SK 68258.
- 1996 – Claude Le Jeune: Le printemps. Sony Classical Vivarte SK 68259.[14]
- 1997 – Tears of Lisbon. 16th Century Art Songs / Traditional Fado. Sony Classical Vivarte SK 62256.
- 1997 – Pierre de Manchicourt:[15] Missa Veni Sancte Spiritus. Motets. Chansons. Sony Classical Vivarte SK 62694.
- 1997 – La pellegrina. Música para los esponsales de Fernando I de Médici y Cristina de Lorena, Princesa de Francia. Sony Classical Vivarte S2K 63362.
- 1997 – Johannes Ciconia: Oeuvre complète. Pavane 7345 (3 CD).
- 1998 – Alexander Agricola: A Secret Labyrinth. Sony Classical Vivarte SK 60760.
- 1999 – Lamentations de la Renaissance. Musica super Threnos Ieremiae prophetein maiori hebdomada decantadas à 5 Feria V. In coena Domini Tiburzio Massaino.[16] Harmonia Mundi 901682. (Premios: Diapason d'Or, Recommandé par Classica,[17]  Excepcional de Scherzo).
- 2000 – Guillaume Dufay: O Gemma Lux.[18] Intégrale des motets isorythmiques. Harmonia Mundi 901700. (Premios: Choc du Monde de la Musique, Recommandé par Classica).
- 2000 – Christophorus Demantius: Vêpres de Pentecoste. Harmonia Mundi 901705. (Premios: Recommandé par Classica, Excepcional de Scherzo).
- 2001 – Le Chant de Virgile. Harmonia Mundi 901739. (Premios: Diapason d'Or, Recommandé par Classica, 10 de Répertoire).
- 2001 – Annibale Padovano: Messe à 24 voix. Harmonia Mundi 901727.
- 2002 – Cipriano de Rore: Missa Praeter rerum seriem.[19] Madrigaux et motets. Harmonia Mundi 901760. (Premios: Recommandé par Classica, 10 de Répertoire, Choc du Monde de la Musique, Classics Today, Editor's Choice Grampohone).
- 2003 – Jean Richafort:[20] Requiem (in memoriam Josquin Desprez) à 6 voix, motets. Harmonia Mundi 901730. (Premios: Diapason d'Or, Recommandé par Classica, 10 de Répertoire, Luister[21]).
- 2003 – Costanzo Festa: La Spagna. 32 contrapunti. (SACD) Harmonia Mundi 801799. (Premios: 10 de Répertoire, Choc du Monde de la Musique).
- 2004 – Orlando di Lassus: Il Canzoniere di Messer Francesco Petrarca. Harmonia Mundi 901828. (Premios: 10 de Répertoire, Edison Classical Music Award).
- 2004 – Jacobus de Kerle: "Da Pacem Domine" Messes & Motets. Harmonia Mundi 901866.
- 2005 – Alfonso Ferrabosco "Il Padre":[22] Psaume 103. Motets et chansons. Harmonia Mundi 901874. (Premios: 10 de Répertoire, Classics Today).
- 2006 – A 40 voix. (SACD). Harmonia Mundi 801954.
- 2007 – La Quinta essentia. Harmonia Mundi 901922.
- 2009 – Michelangelo Rossi: La Poesia Cromatica. Deutsche Harmonia Mundi 7428542
- 2010 – Praebachtorius. Deutsche Harmonia Mundi DHM 7579872.

### Álbumes recopilatorios
- 1994 – In Musica Vivarte. Sony Classical SSK 6503.
- 1995 – Musica Mystica Vol. II. Sony Classical SK 60489
- 1997 – Musica Mystica Vol. IV. Sony Classical SK

### Cajas de discos
- 2006 – Renaissance. Masterworks of Polyphony. Harmonia Mundi HMX 290 8196 / 98 (3 CD). . Es una caja que contiene las siguientes grabaciones:
  - 1999 – Lamentations de la Renaissance
  - 2001 – Le Chant de Virgile.
  - 2003 – Jean Richafort: Requiem (in memoriam Josquin Desprez) à 6 voix, motets
- 2009 – A secret labyrinth. Sony Classical 88697478442 (15 CD). Es una caja que contiene las siguientes grabaciones:
  - 1990 – Antoine Brumel: Missa Et ecce terrae motus. Sequentia Dies irae
  - 1991 – Mateo Flecha el Viejo: Las Ensaladas. El Fuego, La Negrina, La Justa
  - 1992 – Nicolas Gombert: Music from the Court of Charles V. Motets. Chansons. Mass for 6 Voices
  - 1992 – Febus Avant!
  - 1993 – Orlando di Lassus: Lagrime di San Pietro
  - 1993 – João Lourenço Rebelo: Vesper Psalms and Lamentations
  - 1993 – Codex Las Huelgas. Music from 13th Century Spain
  - 1994 – Music at the Court of king Janus of Nicosia
  - 1994 – Jacobus Gallus: Opus musicum. Missa super "Sancta Maria"
  - 1994 – Costanzo Festa: Magnificat; Mass Parts; Motets; Madrigals
  - 1994 – Cançóes, Vilancicos e Motétés Portugueses: Séculos XVI-XVII
  - 1995 – Utopia Triumphans
  - 1996 – Matthaeus Pipelare: Missa L'homme armé. Chansons. Motets
  - 1997 – Pierre de Manchicourt: Missa Veni Sancte Spiritus. Motets. Chansons
  - 1998 – Alexander Agricola: A Secret Labyrinth